# Sitio de Perpiñán (1473)

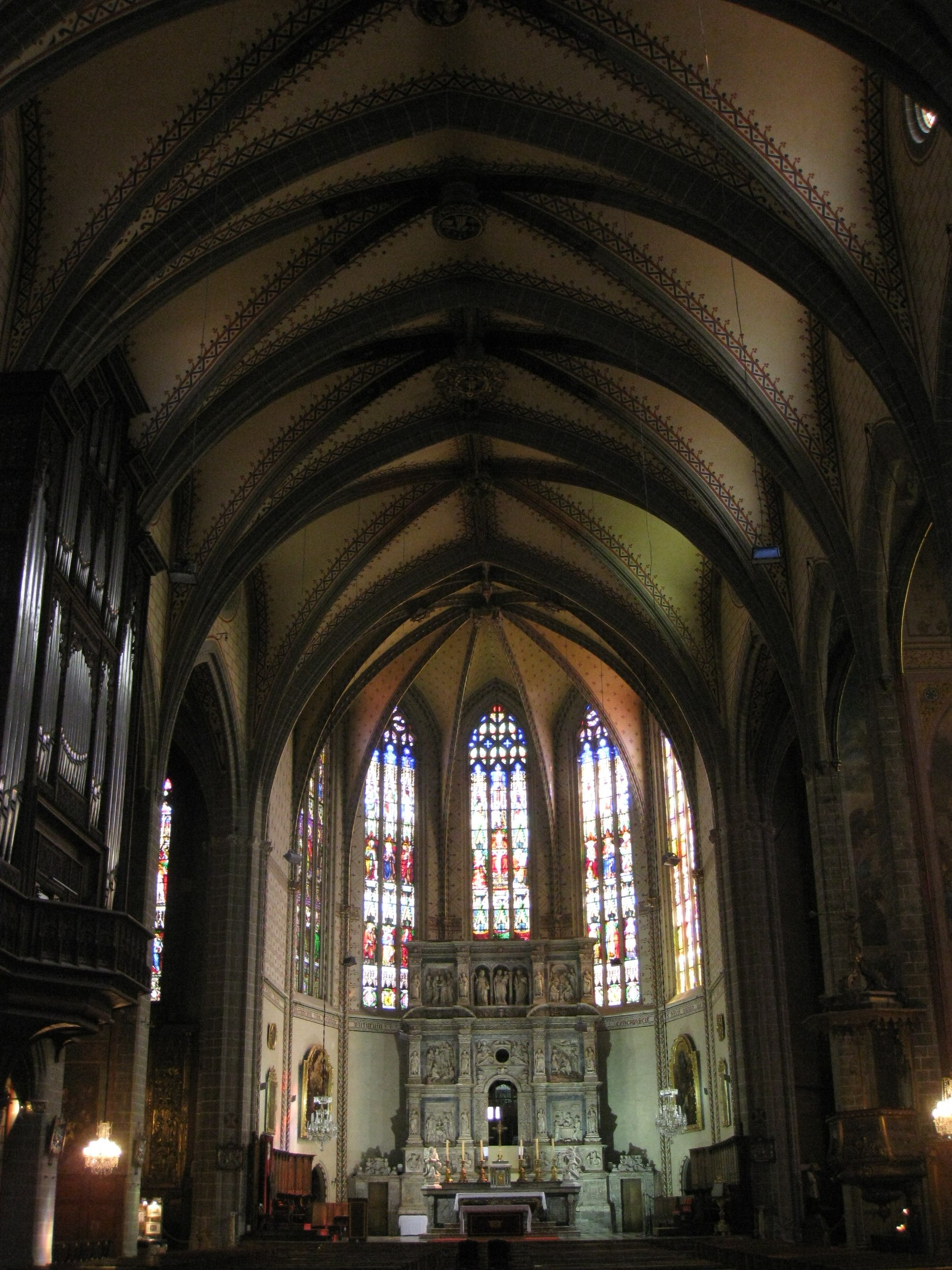
Catedral de San Juan Bautista de Perpiñán donde el rey Juan II de Aragón juró que no abandonaría la ciudad hasta que los sitiadores no levantaran el cerco.

El sitio de Perpiñan de 1473 fue el asedio de la ciudad de Perpiñán, cabeza del condado del Rosellón integrado en el Principado de Cataluña, por parte de un ejército de Luis XI de Francia al mando de Felipe II de Saboya. Iniciado el 21 de abril de 1473 el ejército sitiador levantó el cerco el 24 de junio ante la inminente llegada de un ejército de socorro al mando del príncipe Fernando de Aragón que acudió en ayuda de su padre el rey Juan II de Aragón que estaba al frente de la defensa de la ciudad. El asedio se produjo pocos meses después del final de la guerra civil catalana durante la cual Luis XI se había apoderado de los condados de Rosellón y de Cerdaña en virtud de lo acordado en el Tratado de Bayona de 1462.

## Antecedentes
Nada más entrar en Barcelona el 17 de octubre de 1472, poniendo fin así a la guerra civil catalana, el rey Juan II de Aragón ordenó a su ejército que se dirigiera al Ampurdán para desde allí intentar recuperar los condados de Rosellón y de Cerdaña que estaban en poder de Luis XI de Francia. El día 20 Juan II escribía a su lugarteniente en el Reino de Sicilia Lope Ximénez de Urrea: «Y ahora nos preparamos, prosiguiendo este glorioso éxito (el de la capitulación de Barcelona), a partir con todo nuestro ejército para el Rosellón y Cerdaña, para recuperar aquellos territorios, de modo que nuestros reinos y súbditos queden completamente pacificados». Inmediatamente después convocó a las Cortes de Cataluña para que, además de afrontar los graves problemas económicos de Cataluña tras diez años de guerra civil, aportaran los recursos necesarios para la campaña del Rosellón.
Desde su ocupación por las tropas de Luis XI en aplicación del Tratado de Bayona de 1462 en los condados de Rosellón y de Cerdaña se había ido desarrollando un sentimiento antifrancés y los éxitos de Juan II en la vecina comarca del Ampurdán entre octubre de 1471 y abril de 1472 en la guerra civil catalana habían alentado las conspiraciones contra el dominio francés. Comenzó Perpiñán donde el 10 de abril fue descubierta una conjura siendo detenidos los implicados. Tres días más tarde algunos señores roselloneses izaban el Señal Real de Aragón en sus castillos y el 16 la ciudad de Elna expulsaba a la guarnición francesa. Lo mismo hicieron a continuación Llivia y Vallespir. Cuatro meses más tarde, el 18 de agosto, se producía una revuelta popular en Perpiñán al grito de «¡mueran los franceses!» que fue dominada por el gobernador general Antoine de Lau.
Ante la difícil situación en que se encontraban los condados, a finales de 1472 Luis XI ordenó a su cuñado Felipe de Saboya, señor de Bresse, que al frente de un ejército considerable ―reunido en Lyon en febrero de 1473― se dirigiera al Rosellón para reforzar la autoridad del gobernador Antoine de Lau. Pero Juan II de Aragón se le adelantó y a finales de enero atravesó los Pirineos y el 1 de febrero hacía su entrada triunfal en Perpiñán, mientras la guarnición francesa se retiraba refugiándose en la ciudadela de la villa. El resto de localidades rosellonesas siguieron el ejemplo de la capital, por lo que solo quedaron en manos de Luis XI, además de la ciudadela perpiñanesa, los castillos de Salses, Colliure y Bellaguarda.

## El sitio
A principios de abril las fuerzas de Felipe de Saboya, a las que se habían unido las huestes del cardenal de Albi Jean Jouffroy que acababa de sofocar la rebelión del conde de Armagnac, sumando en total unos 30 000 hombres, entraron en el Rosellón y el 21 iniciaron el asedio de Perpiñán. Juan II se negó a marcharse de la ciudad a pesar de las presiones que recibió por parte de sus consejeros y en la Catedral de San Juan Bautista de Perpiñán juró que no abandonaría la ciudad hasta que sus sitiadores no levantaran el cerco. «Los perpiñaneses respondieron como un solo hombre a la valerosa llamada del monarca. Electrizados por su presencia, se defendieron como leones», comenta Jaume Vicens Vives. Al mismo tiempo fueron acudiendo a Perpiñán refuerzos procedentes de toda la Corona de Aragón ―la hueste de Barcelona partió para la capital rosellonesa el 30 de abril―.
Desde Castilla también partió para el Rosellón el príncipe Fernando el Católico nada más conocer la angustiosa situación de su padre sitiado en Perpiñán. Por el camino se fueron uniendo a sus huestes castellanas contingentes aragoneses, catalanes y valencianos hasta reunir un poderoso ejército ―«que no basta toda Francia a los empecer», según comentó un caballero castellano que formaba parte de la expedición―. El ejército del príncipe Fernando salió de Barcelona el 4 de junio y unos días después llegaba a Castelló d’Empúries donde se estableció su cuartel general.
Al tener noticias de la cercanía del ejército del príncipe Fernando, Felipe de Saboya intentó el 19 de junio asaltar Perpiñán pero fracasó. Cinco días después levantaba el cerco, tras haber sido hecho prisionero por las fuerzas de Juan II el gobernador Antoine de Lau durante una escaramuza. Ese mismo día 24 de junio entraba en el Rosellón el príncipe Fernando al frente de su ejército. Salió a recibirle Juan II que se encontró con su hijo el 28 de junio a medio camino entre Elna y Perpiñán. El cronista García de Santamaría puso en boca de Juan II la siguiente frase dirigida al príncipe Fernando: «Dichoso yo, que puedo llamarme padre de mi libertador y del libertador de la patria».

## Consecuencias
El 14 de julio se firmó en Canet de Rossellón una tregua de dos meses y medio entre Felipe de Saboya y Juan Ramón Folch III de Cardona, conde de Prades, en nombre de Juan II, quien como no se fiaba del Luis XI decidió permanecer en Perpiñán, mientras su hijo Fernando regresaba a Castilla. Y en efecto el rey aragonés no se equivocaba porque Luis XI envió un ejército de refuerzo al mando de Louis de Crussol que junto con el de Felipe de Saboya intentaron tomar Argelés, el puerto de abastecimiento de Perpiñán, pero fue rechazado por un ejército de Juan II al mando de Beltrán de Armendáriz en Palau-del-Vidre. Como consecuencia de este revés se puso fin a las hostilidades con la firma del Tratado de Perpiñán el 17 de septiembre de 1473.
El rey francés no cumplió el acuerdo y aprovechando la ausencia de Fernando de Aragón, inmerso en la guerra de sucesión castellana, ocupó el 5 de diciembre de 1474 Elna, el 10 de marzo de 1475 Perpiñán y el castillo de Salses en febrero de 1476.